# غيريت جلومسير
غيريت جلومسير (بالألمانية: Gerrit Glomser) مواليد 1 أبريل 1975 في زالتسبورغ، هو دراج نمساوي في صنف سباق الدراجات على الطريق. شارك في دورة الألعاب الأولمبية الصيفية. حقق المركز الثاني في بطولة سيكلو كروس الوطنية في 2003.

## روابط خارجية
- غيريت جلومسير على موقع الاتحاد الدولي للدراجات (الإنجليزية)
- غيريت جلومسير على موقع أرشيف الدراجات (الإنجليزية)
- غيريت جلومسير على موقع إحصائيات الدراجات الإحترافية (الإنجليزية)
- غيريت جلومسير على موقع نسبة الدراجات (الإنجليزية)
- غيريت جلومسير على موقع أوليمبيديا (الإنجليزية)
- Eurosport.com profile[وصلة مكسورة]